# Quinty Trustfull
Quinty Trustfull, née le 6 octobre 1971 à Amsterdam,,, est une présentatrice et actrice néerlandaise, qui a été également mannequin.

## Animation
- 1995 : Nationale Teleloterij sur Veronica : présentatrice
- 1996 : Veronica's Voetvolley sur Veronica : présentatrice
- 1998 : Baby TV sur : Veronica : présentatrice
- 1999 : Hillywood (nl) sur : Veronica : présentatrice
- 2000-2002 : Wannahaves sur : Veronica : présentatrice
- 2001-2002 : TV Woonmagazine (nl) sur Veronica : présentatrice
- 2002 : Je eigen droomhuis sur SBS 6 : présentatrice
- 2002 : Money Makers sur SBS 6 : présentatrice
- 2003 : Eneco Stralend Nederland sur : SBS 6 : présentatrice
- 2004-2005 : Thuis in Nederland sur : SBS 6 : présentatrice
- 2004-2005 : De 25... (nl) sur SBS 6 : présentatrice
- 2005 : Race tegen de klok sur SBS 6 : présentatrice
- 2005 : Het Beste Idee van Nederland sur SBS 6 : juge
- 2006-2008 : House Vision (nl) sur RTL4 : présentatrice
- 2006-2015 : Eigen Huis & Tuin (nl) sur RTL4 : présentatrice
- 2007 : Dancing on Ice RTL4 : présentatrice
- 2009 : Battle of the Stars (nl) RTL4 : présentatrice
- 2009 : Let's Dance RTL4 : présentatrice
- 2009-2012 : Ik kom bij je eten (nl) RTL4 : présentatrice
- 2010 : Koffietijd (nl)	sur RTL4 : présentatrice
- 2012-2013 : Een Zaak van Bloemen sur RTL4 : présentatrice
- Depuis 2017 : 5 Uur Live (nl) sur RTL4 : présentatrice

## Filmographie

### Cinéma et téléfilms
- 2016 : De Grote Improvisatieshow (nl) : l'invitée
- 2016-2018 : Familie Kruys (nl) : elle-même
- 2017 : Cascadeur malgré lui : elle-même